# Albert Alexander, Sr.
Albert Edward Burns Alexander Sr. (21 septembre 1867 - 14 octobre 1953) est un entraîneur de football qui a tenu divers rôles à Manchester City.

## Biographie
Le lien entre Alexander et Manchester City remonte à au moins 1904. Cette année-là, Manchester City a atteint la finale de la FA Cup 1904 pour la première fois. Le directeur du club a engagé une calèche pour se rendre à Londres, avec Alexander comme conducteur. Dans les années 1920, Alexander était devenu le vice-président de City, et avait aussi créé et entraîné la "A" Team, l'équipe de jeune du club.
En 1925, l'entraîneur David Ashworth démissionne. Incapable de trouver un remplaçant à temps, le directeur sélectionne un comité afin d'entraîner l'équipe. Aidé de figure du club tel que Lawrence Furniss et Wilf Wild, Alexander se retrouve aux commandes de l'équipe première. En son temps à la barre, le club marquera notamment un score record de 6 à 1 lors d'un Derby de Manchester, et atteindra la finale de la FA Cup 1926 que City perdra 1-0 face aux Bolton Wanderers. Le 26 avril 1926, Peter Hodge est nommé entraîneur, marquant ainsi la fin de la carrière d'entraîneur d'Alexander.
Son fils, aussi prénommé Albert, était président de Manchester City dans les années 1960, et de par Albert Jr. et son fils Eric, la famille Alexander a été présente au club jusqu'en 1972.